# Placatka

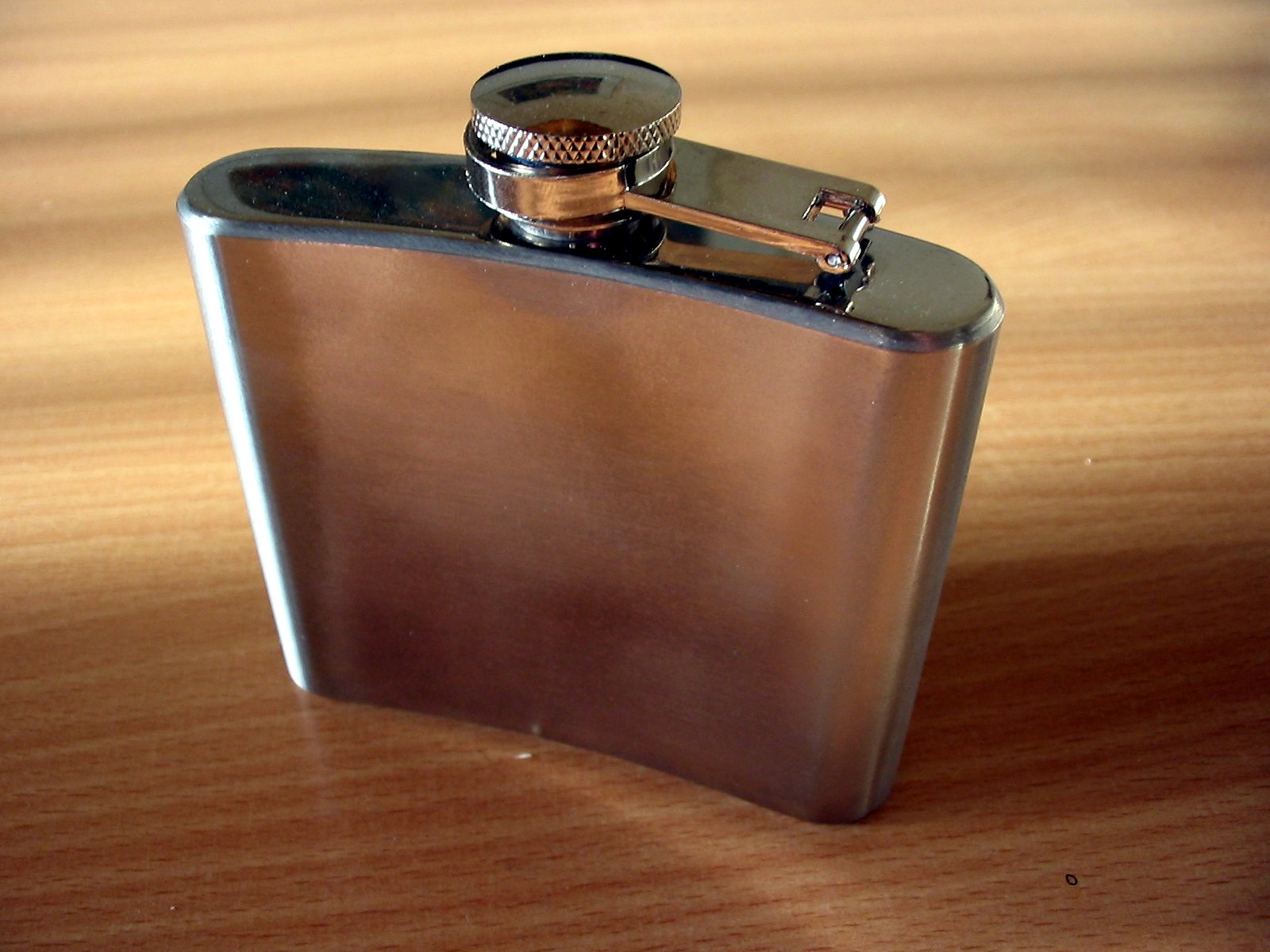
Placatka z nerezové oceli

Placatka (též placatice, plácačka, pleskačka, likérka nebo butylka) je plochá láhev, vyráběná z různých materiálů, často nerezové oceli, určená k uchovávání a přepravě pálenky pro osobní potřebu. Má zaoblený tvar, aby se pohodlně nosila v kapse kalhot.
V časech prohibice ve Spojených státech v letech 1920 až 1933 se placatky používaly pro ilegální přechovávání alkoholu pro osobní potřebu.